# 속담

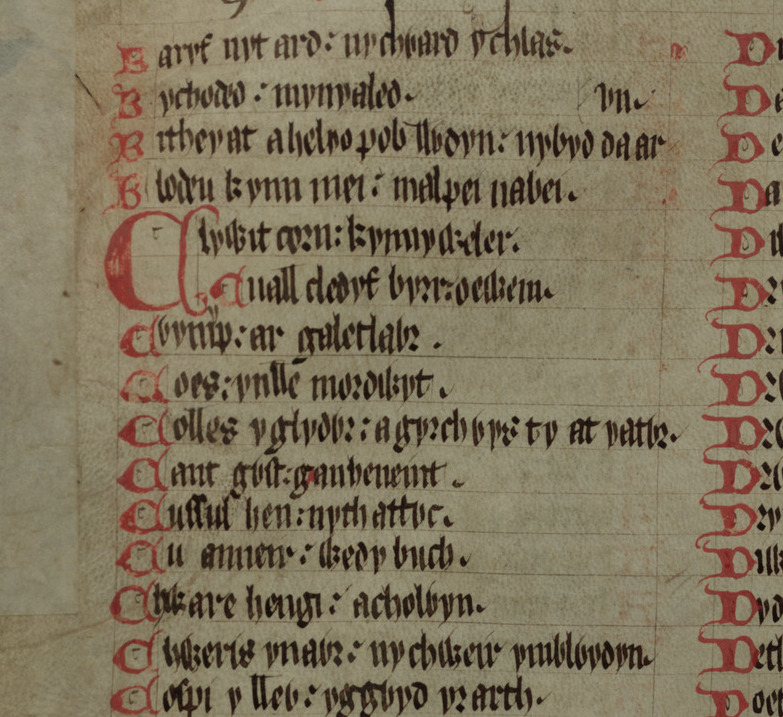

속담(俗談)은 예로부터 한 민족 혹은 사회에서 사람들 사이에서 널리 말하여져서 굳어진 어구로 전해지는 말이다. 격언(格)이나 잠언(箴言)과 유사하다. 속담은 그 속담이 통용되는 공동체의 의식 구조를 반영하기 때문에 언어학이나 문화인류학 등에서 연구 대상으로 많이 삼고 있다. 문학 작품에도 많이 등장한다.

## 예
1. 가는 날이 장날이다
2. 남의 잔치에 감 놓아라 배 놓아
3. 돌다리도 두들겨 보고 건너라
4. 마른 하늘에 날벼락
5. 백지장도 맞들면 낫다
6. 사공이 많으면 배가 산으로 올라간다
7. 아는 길도 물어 가랬다
8. 호랑이도 제 말하면 온다
9. 자라 보고 놀란 가슴 솥뚜껑 보고 놀란다
10. 천 리 길도 한 걸음부터
11. 콩 심은 데 콩 나고 팥 심은 데 팥 난다
12. 티끌 모아 태산
13. 핑계 없는 무덤 없다
14. 하늘의 별 따기
15. 싼 게 비지떡
16. 입에 쓴 약이 몸에 좋다
17. 고래싸움에 새우등 터진다
18. 서당개 삼년이면 풍월 옮는다
19. 원숭이도 나무에서 떨어진다
20. 바늘가는데 실간다
21. 말이 말을 만든다
22. 세살 버릇이 여든살까지 간다
23. 호랑이에게 잡혀가도 정신만 차리면 산다
24. 낫 놓고도 기역자를 모른다.-눈앞에 낫이 있어도 기초가 안될정도로 무식하여 ㄱ자가 뭔지도 모른다는 속담이며 기본이 되있는 똑똑한 전문가가 재대로 알려줘도 기초가 다뤄지지 않아 무식함을 비유하는 말이다.
25. 발 없는 말이 천리 간다
26. 소 잃고 외양간 고친다
27. 가루는 칠수록 고와지고 말은 할수록 거칠어 진다
28. 말이 많으면 쓸 말이 적다
29. 입은 삐뚤어져도 말은 바로 해라
30. 아 해 다르고 어 해 다르다
31. 살은 쏘고 주워도 말은 하고 못 줍는다
32. 사람은 죽으면 이름을 남기고 범은 죽으면 가죽을 남긴다
33. 호랑이가 호랑이를 낳고 개가 개를 낳다
34. 같은 값이면 다홍치마
35. 바늘 구멍으로 하늘 보기
36. 원숭이 볼기짝인
37. 원숭이 이 잡아먹듯
38. 원숭이 흉내[입내] 내듯
39. 원숭이의 고기 재판하듯
40. 원숭이 똥구멍같이 빨갛다
41. 원숭이도 나무에서 떨어진다
42. 잔나비 잔치
43. 잔나비 띠는 재주가 있다
44. 잔나비 밥 짓듯한다
45. 나무 잘 타는 잔나비 나무에서 떨어진다.
46. 대신 집 송아지 백정 무서운 줄 모른다
47. 썩어도 준치-썩어도 형태나 모양은 그대로 유지된다는 말이다.

## 같이 보기
- 명언
- 잠언
- 표어
- 법언
- 격률
- 인터넷 밈
- 잰말 놀이